# Siirt
Siirt (en turco: Siirt; en árabe: سيرت) es una ciudad del sureste de Turquía y capital de la provincia de Siirt. Los habitantes de Siirt son kurdos, turcos y árabes. En 2007 contaba con una población de 117 599 habitantes.

## Siirt en la actualidad
A pesar de ser una de las ciudades más pobres de Turquía, recientemente se han construido nuevos barrios con edificios modernos, tiendas, bancos y hoteles.
El lugar más relevante de Siirt es la mezquita, Ulu Cami, construida en 1129 por Mahmud II, perteneciente a la rama principal de la dinastía que gobernó desde Bagdad una vez que el Imperio Turco se dividió en diferentes ramas. La mezquita fue restaurada en 1965.
Siirt es conocida en Turquía por las mantas artesanas (Siirt battaniyesi). También destacan los tradicionales kilims del clan Jirikan y que se han vuelto a elaborar desde 1996 gracias al esfuerzo conjunto de las instituciones oficiales y los ciudadanos. Otro producto de interés es el jabón Bıttım, típico de la región. Siirt también cuenta con una gastronomía muy rica. El distrito de Aydınlar, con su histórico medrese, es conocido por ser un importante centro religioso, mientras que el de Pervari lo es por su miel.
Siirt es el distrito electoral del primer ministro turco Recep Tayyip Erdoğan. Su mujer, Emine Erdoğan, es de Siirt.